# Thismia singeri
Thismia singeri är en enhjärtbladig växtart som först beskrevs av De la Sota, och fick sitt nu gällande namn av Paulus Johannes Maria Maas och Hillegonda Maas. Thismia singeri ingår i släktet Thismia och familjen Burmanniaceae. Inga underarter finns listade i Catalogue of Life.